# Ron Jones
Ron Jones (San Francisco, 1941) è un insegnante statunitense.

## Biografia
È stato insegnante a Palo Alto, in California, conosciuto per aver eseguito nell'aprile del 1967 l'esperimento chiamato The Third Wave (in italiano: La Terza Onda). Da questo esperimento è tratto il libro The Wave di Todd Strasser e, nel 2008, è uscito il film ispirato al libro, Die Welle, di Dennis Gansel. Attualmente Ron Jones tiene conferenze e seminari riguardo a questo suo esperimento e alle sue implicazioni.

## Opere principali
- No substitute for madness: a teacher, his kids, & the lessons of real life (1981)
- Kids Called Crazy (1982)
- Say Ray (1984) American Book Awards 1985[1]
- The Acorn People (1990)
- B-Ball: The Team That Never Lost a Game (1991)